# اکاجوتلا
اکاجوتلا (به اسپانیایی: Acajutla) در السالوادور است که در sonsonate department واقع شده‌است.

## خصوصیات
اکاجوتلا ۱۶۶٫۵۹ کیلومترمربع مساحت و ۲۹٬۷۰۱ نفر جمعیت دارد و ۲۴ متر بالاتر از سطح دریا واقع شده‌است.